# 国民議会 (サントメ・プリンシペ)
国民議会（こくみんぎかい、ポルトガル語: Assembleia Nacional）は、サントメ・プリンシペの立法府である。

## 概要
一院制、定数55。
政党名簿比例代表で選出される。